# نردراشتت
شهر نُردِراشتِت (به آلمانی: Norderstedt) در استان اشلسویگ-هل‌اشتاین در کشور آلمان واقع شده‌است.